# Strombosia zenkeri
Strombosia zenkeri är en tvåhjärtbladig växtart som beskrevs av Adolf Engler. Strombosia zenkeri ingår i släktet Strombosia och familjen Strombosiaceae. Inga underarter finns listade i Catalogue of Life.